# 九龍巴士43線
九龍巴士43線是香港一條往返青衣（長康邨）與荃灣西站的日間巴士路線，途經葵芳、葵興、葵涌邨、大窩口及荃灣。

## 路線歷史
- 1977年9月1日，43線開辦，當時路線青衣區總站位於長青邨，而荃灣區總站位於荃灣碼頭，而在長康邨第一期落成後，便延長至長康。但當時的長康總站並不是在現今之位置，而是設於現今的青盛苑外。
- 1987年8月9日，長康邨第五期（即長康邨第二商場、康美樓等）落成並入伙，此線青衣區總站遷至位於長康邨第二商場附設的室內巴士總站至今。
- 2003年10月26日，為配合九廣西鐵（即現時港鐵西鐵綫）荃灣西站落成，本線之荃灣區總站遷至荃灣西站公共運輸交匯處。
- 2004年10月2日，本線開始提供空調巴士服務，並於當日起提供超低地台巴士服務。
- 2005年12月25日，本線加強空調巴士服務，即有9部空調巴士，同日起，本線往長康方向繞經葵涌邨公共運輸交匯處。
- 2007年12月1日，為配合兩鐵合併，本線荃灣區總站由荃灣西站易名為「荃灣西鐵路站」。
- 2010年10月1日，改為全線空調巴士服務。[1]
- 2013年5月12日，本線延長尾班車服務時間。[2]
- 2015年6月27日：增設到站時間預報。[3]

## 服務時間及班次
| 青衣（長康邨）開 | 青衣（長康邨）開 | 青衣（長康邨）開 | 荃灣西站開       | 荃灣西站開  | 荃灣西站開   |
| 日期             | 服務時間         | 班次（分鐘）     | 日期             | 服務時間    | 班次（分鐘） |
| ---------------- | ---------------- | ---------------- | ---------------- | ----------- | ------------ |
| 星期一至五       | 05:40-06:40      | 20               | 星期一至五       | 06:00-07:00 | 15           |
| 星期一至五       | 06:40-10:10      | 15               | 星期一至五       | 07:00-07:50 | 12/13        |
| 星期一至五       | 10:10-12:10      | 20               | 星期一至五       | 07:50-08:20 | 15           |
| 星期一至五       | 12:10-19:40      | 15               | 星期一至五       | 08:20-12:20 | 20           |
| 星期一至五       | 19:40-00:00      | 20               | 星期一至五       | 12:20-15:05 | 15           |
|                  |                  |                  | 星期一至五       | 15:05-17:35 | 10           |
| 17:35-18:35      | 12               |                  | 星期一至五       |             |              |
| 18:35-21:35      | 15               |                  | 星期一至五       |             |              |
| 21:35-00:15      | 20               |                  | 星期一至五       |             |              |
| 星期六           | 05:40-07:00      | 20               | 星期六           | 06:00-07:30 | 18           |
| 星期六           | 07:00-09:00      | 15               | 星期六           | 07:30-09:30 | 20           |
| 星期六           | 09:00-11:00      | 20               | 星期六           | 09:30-12:45 | 15           |
| 星期六           | 11:00-12:30      | 15               | 星期六           | 12:45-14:45 | 12           |
| 星期六           | 12:30-14:30      | 12               | 星期六           | 14:45-18:15 | 10           |
| 星期六           | 14:30-20:00      | 15               | 星期六           | 18:15-20:05 | 11           |
| 星期六           | 20:00-00:00      | 20               | 星期六           | 20:05-21:05 | 12           |
| 星期六           | 21:00-00:00      | 20               | 星期六           | 21:05-22:35 | 15           |
|                  |                  |                  | 星期六           | 22:35-00:15 | 20           |
| 星期日及公眾假期 | 05:40-12:20      | 20               | 星期日及公眾假期 | 06:00-07:30 | 18           |
| 星期日及公眾假期 | 12:20-16:20      | 15               | 星期日及公眾假期 | 07:30-09:30 | 20           |
| 星期日及公眾假期 | 16:20-00:00      | 20               | 星期日及公眾假期 | 09:30-14:15 | 15           |
|                  |                  |                  | 星期日及公眾假期 | 14:15-16:15 | 12           |
| 16:15-17:45      | 10               |                  | 星期日及公眾假期 |             |              |
| 17:45-19:45      | 12               |                  | 星期日及公眾假期 |             |              |
| 19:45-21:15      | 15               |                  | 星期日及公眾假期 |             |              |
| 21:15-00:15      | 20               |                  | 星期日及公眾假期 |             |              |

## 收費
全程：$5.2
- 過青衣大橋後往青衣（長康邨）：$4.8

| - 本線設有12歲以下小童及65歲或以上長者半價優惠。 - 65歲或以上香港居民使用「樂悠咭」，以及12歲以下合資格殘疾兒童使用「殘疾人士身份」個人八達通繳付車資，均可享有每程$2.0或半價（以較低者為準）的票價優惠；12至64歲合資格殘疾人士使用「殘疾人士身份」個人八達通（包括「樂悠咭」），以及60至64歲香港居民使用「樂悠咭」繳付車資，均可享有每程$2.0或全費（以較低者為準）的票價優惠。 - 65歲或以上長者如使用長者或一般個人八達通繳付車資，則只可享有半價優惠；12至64歲合資格殘疾人士如不使用「殘疾人士身份」個人八達通，以及60至64歲人士如不使用「樂悠咭」繳付車資，必須繳付全費。 - 乘客可以現金或八達通於上車時付款，不設找續。 - 每位成人乘客可免費攜帶最多兩名4歲以下而不佔座位的兒童乘客乘車，超額之4歲以下小童必須繳付小童車費乘車。 - 持有「九巴月票」之乘客在車票有效期內，每日可享最多10程任何九龍巴士及龍運巴士路線（包括本路線，以及聯營路線的九龍巴士／龍運巴士提供的班次；惟乘搭機場「A」及「NA」線則可享原價二七折優惠（不會計算每天10次合資格車程））；而B1線則每日可享最多各2程（不會計算每天10次合資格車程）。 - 九龍巴士、城巴、龍運巴士及陽光巴士全職員工及家屬（不包括外判職員）可免費乘搭本路線，惟必須拍職員或職員家屬八達通。 - 乘客亦可透過多元化電子支付系統（e度嘟）繳付車資，包括使用非接觸式VISA卡、JCB卡、萬事達卡、銀聯卡、美國運通、大來國際、Discover Card、Apple Pay、Google Pay、Samsung Pay、AlipayHK「易乘碼」、支付寶、WeChatHK／微信支付「搭車碼」、銀聯雲閃付「乘車碼」及BOC Pay「乘車碼」。乘客使用此付款方式，使用此支付方式的乘客可享有中途下車之分段收費，以及與其他九巴／龍運獨營路線或聯營線九巴／龍運班次之轉乘優惠，惟不適用於與非九巴／龍運路線之轉乘優惠，亦不能享有「公共交通費用補貼計劃」及「長者及合資格殘疾人士公共交通票價優惠計劃」。 |

## 使用車輛
本線開辦時，曾採用新界區典型車款「亞比安」VT17AL 單層巴士行走，七十年代改派「長牛」丹拿 E 型，及 利蘭珍寶/平頂寶巴士服務，並於八十年代初以「雞車」利蘭勝利二型為主力行走。
於1986年丹尼士巨龍11米巴士及利蘭奧林比安投入服務後，便以它們為主力巴士。至2004年10月2日，此線提供空調巴士服務後，由於此線途經多個舊區，較多長者乘客乘搭，所以九巴派出三輛丹尼士三叉戟（超低地台巴士）加入此線服務。
隨着非空調巴士遂漸退役，數量不斷減少，九巴在2010年9月下旬在網頁上發出新聞稿，宣佈在2010年10月1日起，本線全線改派空調巴士服務。在2010年9月30日晚上，最後一班非空調巴士從長康總站開出後，本線正式全線空調化。
2022年8月17日，九巴派出一輛亞歷山大丹尼士Enviro 400 10.45米ATSE(ATSE41 RW3143)行走43。
現時本線使用10輛亞歷山大丹尼士Enviro 500 12米（7輛ATE、2輛ATEU、1輛ATEE），均屬青衣車廠。
| 車隊編號 | 車牌   |
| -------- | ------ |
| ATE260   | MM2817 |
| ATE264   | MM3254 |
| ATE265   | MM3327 |
| ATE266   | MM3372 |
| ATE269   | MM4148 |
| ATE270   | MM4313 |
| ATE271   | MM4353 |
| ATEU52   | NZ1753 |
| ATEU44   | PC7486 |
| ATEE17   | RG9091 |

## 行車路線
青衣（長康邨）開經：青康路、青衣路、葵青路、興芳路、葵興站通道、葵興路、禾塘咀街、大窩口道、德士古道、沙咀道及大河道。
荃灣西站開經：大河道、沙咀道、德士古道、大窩口道、禾塘咀街、葵興路、興芳路、葵青路、青衣路及青康路。

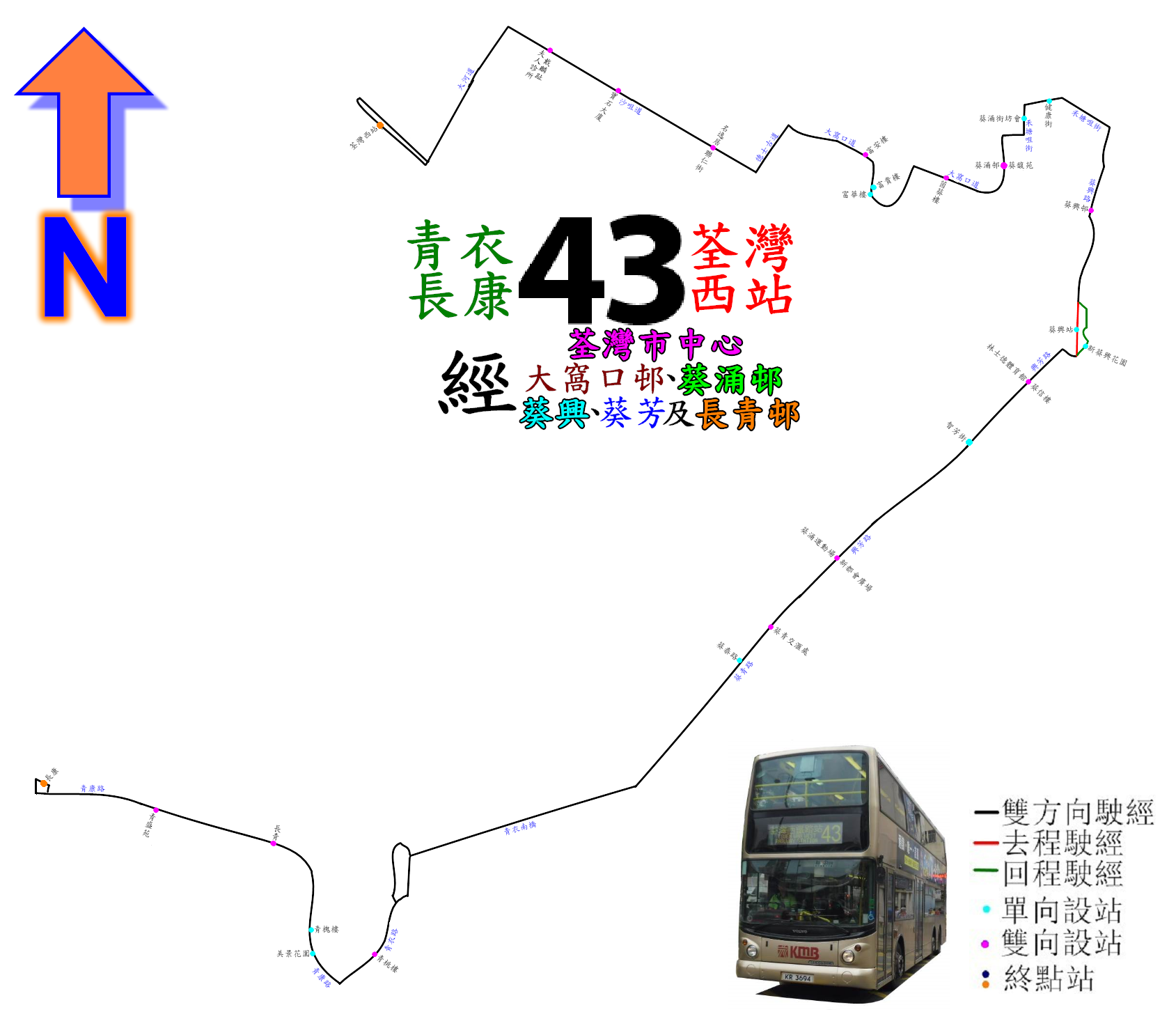
此線的走線圖

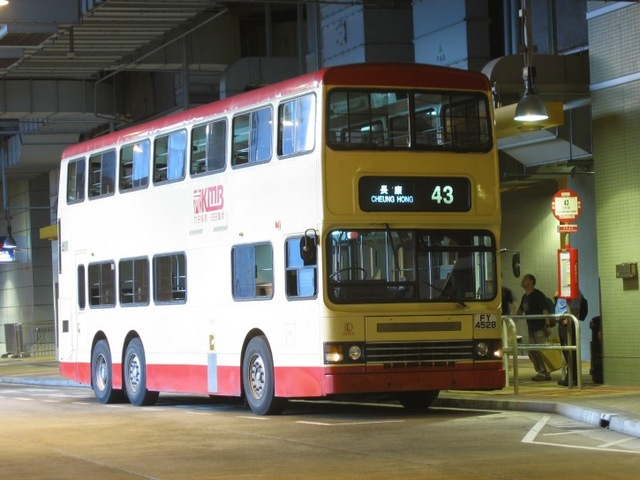
曾行走本線的丹尼士巨龍非空調巴士

### 沿線車站
| 青衣（長康邨）開 | 青衣（長康邨）開 | 青衣（長康邨）開       | 荃灣西站開 | 荃灣西站開       | 荃灣西站開             |
| 序號             | 車站名稱         | 位置                   | 序號       | 車站名稱         | 位置                   |
| ---------------- | ---------------- | ---------------------- | ---------- | ---------------- | ---------------------- |
| 1                | 長康巴士總站     | 長康巴士總站           | 1          | 荃灣西站巴士總站 | 荃灣西站公共運輸交匯處 |
| 2                | 青盛苑           | 青康路                 | 2          | 戴麟趾夫人診所   | 沙咀道                 |
| 3                | 長青巴士總站     | 長青巴士總站           | 3          | 寶石大廈         | 沙咀道                 |
| 4                | 長青邨青槐樓     | 青康路                 | 4          | 名逸居           | 沙咀道                 |
| 5                | 長青邨青桃樓     | 青衣路                 | 5          | 大窩口邨富安樓   | 大窩口道               |
| 6                | 葵泰路           | 葵青路                 | 6          | 大窩口邨富貴樓   | 大窩口道               |
| 7                | 葵青交匯處       | 葵青路                 | 7          | 葵涌邨茵葵樓     | 大窩口道               |
| 8                | 葵涌運動場       | 興芳路                 | 8          | 葵涌邨巴士總站   | 葵涌邨公共運輸交匯處   |
| 9                | 智芳街           | 興芳路                 | 9          | 葵涌街坊會       | 禾塘咀街               |
| 10               | 林士德體育館     | 興芳路                 | 10         | 葵興路葵興邨     | 葵興路                 |
| 11               | 葵興站           | 葵興站公共運輸交匯處   | 11         | 新葵興花園       | 興芳路                 |
| 12               | 葵興路葵興邨     | 葵興路                 | 12         | 葵芳邨葵信樓     | 興芳路                 |
| 13               | 健康街           | 禾塘咀街               | 13         | 新都會廣場       | 興芳路                 |
| 14               | 葵馥苑           | 大窩口道               | 14         | 葵青交匯處       | 葵青路                 |
| 15               | 葵涌邨茵葵樓     | 大窩口道               | 15         | 長青邨青桃樓     | 青衣路                 |
| 16               | 大窩口邨富華樓   | 大窩口道               | 16         | 美景花園         | 青康路                 |
| 17               | 大窩口邨富安樓   | 大窩口道               | 17         | 長青巴士總站     | 青康路                 |
| 18               | 尚翠苑           | 沙咀道                 | 18         | 青盛苑           | 青康路                 |
| 19               | 寶石大廈         | 沙咀道                 | 19         | 長康巴士總站     | 長康巴士總站           |
| 20               | 戴麟趾夫人診所   | 沙咀道                 |            |                  |                        |
| 21               | 荃灣西站巴士總站 | 荃灣西站公共運輸交匯處 |            |                  |                        |

## 客量
本路線服務青衣40年，在青荃橋通車前，本路線是青衣南部往來荃灣的唯一主要路線，但青荃橋於1988年2月15日通車後，由青衣南往來荃灣的大部份乘客改乘較直接的43B及243M，客量開始回落，九巴曾有建議把本路線縮短至大窩口，但被葵青區議會強烈反對下擱置。因此本路線主要服務青衣南居民往來葵涌、大窩口及葵涌來往大窩口、荃灣，甚少乘客坐畢全程。

## 意外
2023年10月18日上午10時57分，一輛43線巴士駛離長青巴士站，轉入青康路慢線後，被對面行車線一架客貨車先剷上石壆，然後越過對面線撞倒。客貨車乘客重創不治，司機亦一度被困，巴士車長亦受傷。

## 參看
- i-busnet.com （页面存档备份，存于）
- 681巴士總站 （页面存档备份，存于）
- 九巴路線掛牌表

1. ↑   （页面存档备份，存于）九巴新聞稿─全線改派空調巴士服務
2. ↑   （页面存档备份，存于）延長服務時間的通告
3. ↑  〈http://www.kmb.hk/tc/news/press/archives/news201506262242.html （页面存档备份，存于） 九龍巴士（一九三三）有限公司，146條路線增設巴士到站時間預報服務 覆蓋逾半九巴及龍運路線〉［新聞稿］，2015年6月26日。

- 容偉釗. . 香港: BSI (香港). 2002年  [2017-06-23]. ISBN 962-8414-62-3. （原始内容存档于2016-03-26）. （页面存档备份，存于）
- 郭炳華. . 香港: 80M巴士專門店. 2010年. ISBN 962-8686-95-X.

## 外部連結
- 九巴43線資料 （页面存档备份，存于）